# روبي غوردون
روبي غوردون (بالإنجليزية: Robby Gordon)‏ هو مالك فريق ناسكار ‏ أمريكي، ولد في 2 يناير 1969 في بيلفلاوير في الولايات المتحدة.

## وصلات خارجية
- الموقع الرسمي
- روبي غوردون على موقع Racing-Reference.info (الإنجليزية)
- روبي غوردون على موقع DriverDB.com (الإنجليزية)
- روبي غوردون على موقع eWRC-results.com (الإنجليزية)